# Konkrecja

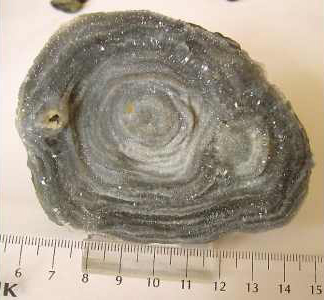
konkrecja chalcedonowa

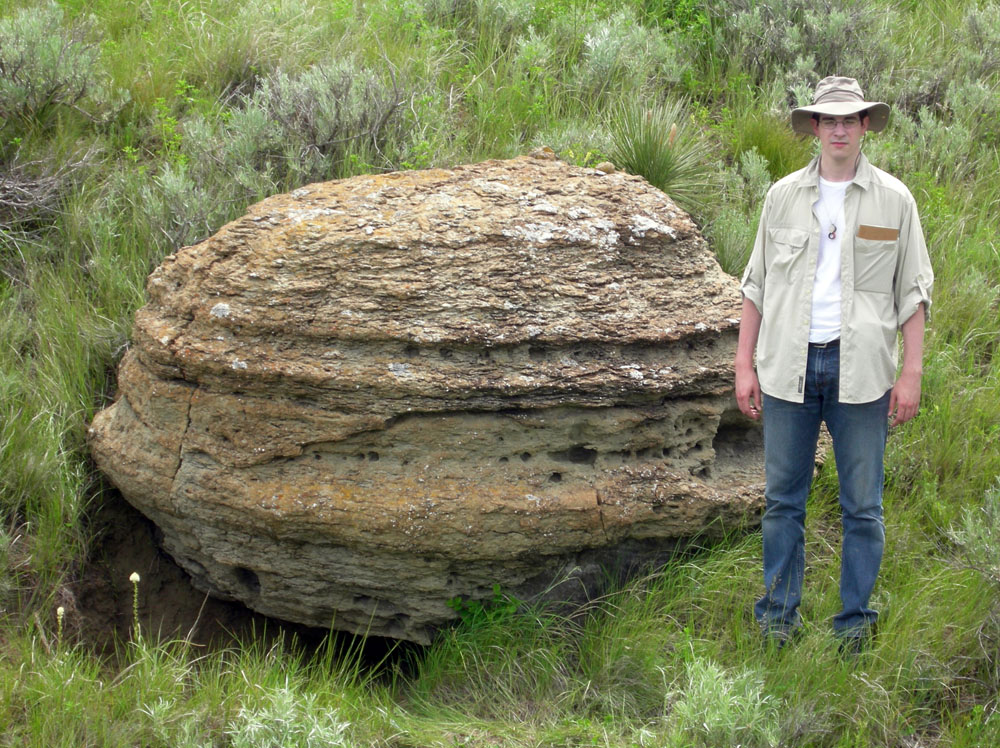
konkrecja

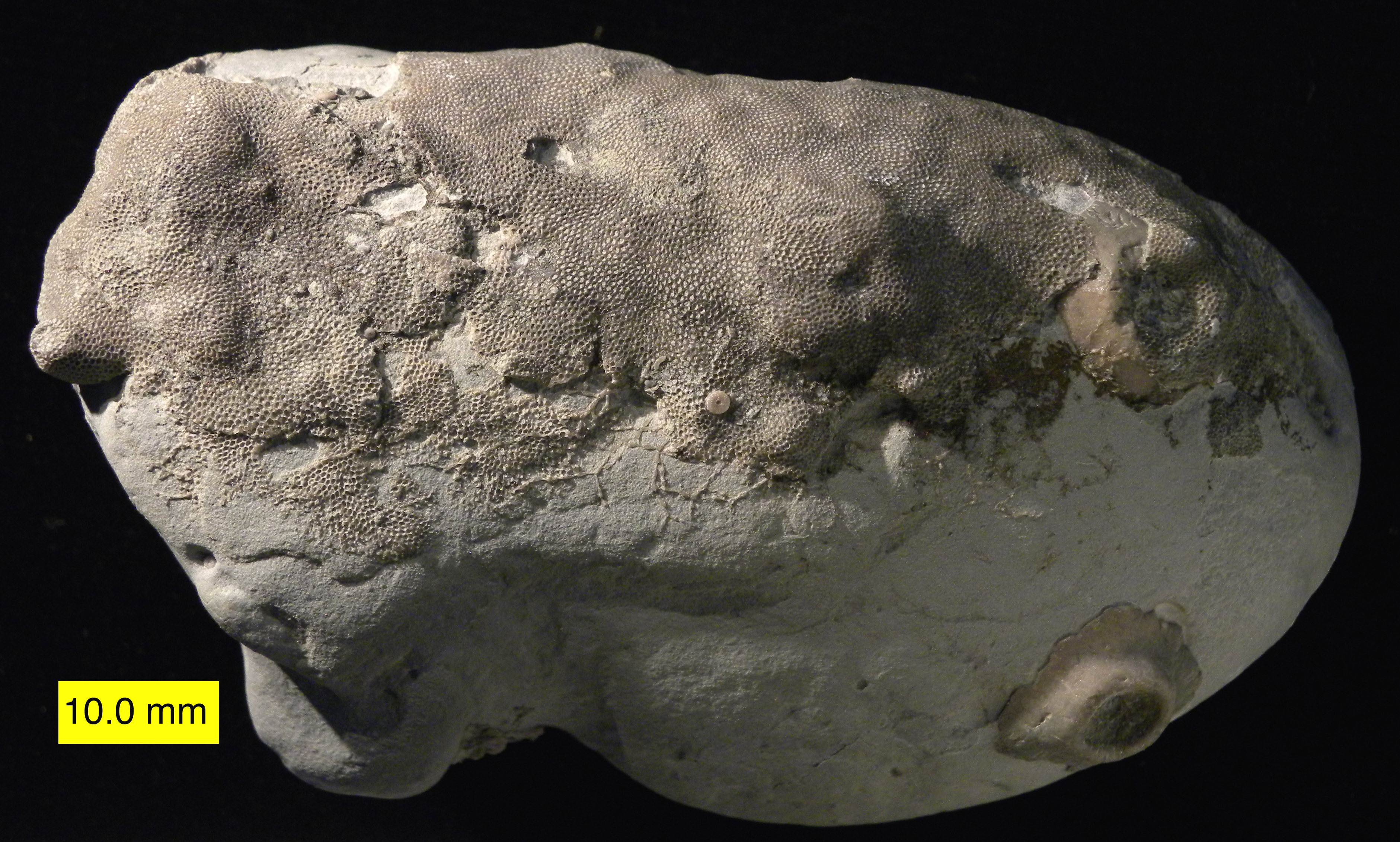
konkrecja

Konkrecja – agregat mineralny powstały wskutek stopniowego narastania minerałów wokół jakiegoś obiektu w skale. Obiektem tym może być otoczak jakiejś skały, skamieniałość lub nawet ziarenko piasku. Przyrastanie odbywa się zawsze od środka (jądra konkrecji) na zewnątrz, co różni konkrecję od sekrecji.
Jest to rodzaj agregatu krystalicznego; skupienie minerałów o kształcie zazwyczaj kulistym, elipsoidalnym czy soczewkowatym, w obrębie skały osadowej, lecz różniące się od niej składem chemicznym i budową. Konkrecja może osiągnąć różne rozmiary – od kilku milimetrów do kilku metrów. Często odznacza się budową warstwową.
Diageneza konkrecji jest różna: może powstawać jednocześnie z otaczającym go osadem lub po jego sedymentacji.

## Przykłady
- krzemienie występujące w skałach wapiennych,
- fosforyty w utworach piaszczystych, ilastych i in.,
- tzw. kukiełki lessowe – konkrecje węglanowe w lessie.
- Konkrecje polimetaliczne pokrywające znaczną część równin abisalnych większości basenów oceanicznych. Tworzą je naprzemianległe warstewki tlenku manganu i wodorotlenku żelaza z dodatkiem innych metali[potrzebny przypis]. Ponadto zawierają one inne istotne gospodarczo metale, m.in. nikiel, miedź, kobalt, gal i metale ziem rzadkich[1]. Zostały one odkryte w latach 70. XIX w., jednak możliwość ich wydobycia przemysłowego zaczęto badać dopiero na przełomie lat 50. i 60. XX w.[2] Na przełomie XIX i XX w. ich łączną masę szacowano na 90 mld ton[3]. Prace nad możliwością wydobycia konkrecji polimetalicznych z dużych głębokości, rzędu 4–6 tys. metrów, prowadzone są od lat 70. XX wieku[2].

Tego typu obiekty występują nie tylko na powierzchni Ziemi, ale np. na Marsie. Są to zarówno agregaty o wyglądzie przypominającym kwiaty (sfotografowane przez łazik Curiosity), jak i okrągłe konkrecje mineralne odkryte przez łazik Opportunity, a nazwane ze względu na swój wygląd „jagodami” (blueberries).